# Catacombe di Vigna Randanini
Le catacombe ebraiche di Vigna Randanini si trovano nel fianco di una collina fra la via Appia Antica e la via Appia Pignatelli.
Queste catacombe, scoperte nel 1859, riutilizzarono un edificio pagano a cui fu aggiunta una copertura a volta ed una pavimentazione musiva con tessere bianche e nere.
L'ipogeo è costituito da due gallerie principali, divise in varie diramazioni. Vi si trovano loculi scavati nelle pareti, cubicoli con arcosoli ed alcuni sepolcri a forno (kokhim).
Le catacombe hanno un sistema di gallerie e cunicoli che si estendono su un'area di 18.000 m². Le gallerie, piuttosto larghe, si trovano a una profondità di circa 10 m e si sviluppano per una lunghezza complessiva di circa 700 m, oggi in parte percorribili a piedi. Indicare una datazione precisa per queste catacombe è molto difficile, ma le pitture e i resti rinvenuti si collocano tra la fine del II e il IV secolo d.C.
All'interno sono state scoperte 195 iscrizioni in greco e latino, alcune sono incise su lastre di marmo, altre dipinte o graffite sulla malta. La grafia è poco curata, con imprecisioni ortografiche e grammaticali che in parte possono essere attribuite ad errori dell'incisore. Al momento della scoperta molte epigrafi erano nel terreno di riporto e in stato frammentario, il patrimonio epigrafico doveva essere originariamente più copioso. La catacomba infatti subì un costante spoglio del proprio arredo già in epoca antica e in seguito dopo il ritrovamento avvenuto nel 1859 durante la seconda guerra mondiale quando le gallerie vennero usate come rifugio. 
Nella galleria principale dove oltre al cubicolo della Menorah datato alla fine del III secolo d.C., troviamo il cubicolo delle Palme, così chiamato per la presenza ai quattro angoli della raffigurazione di palme da datteri, motivo ornamentale nella Diaspora. Le pareti sono occupate dai loculi che hanno parzialmente distrutto la ricca decorazione datata tra la fine del III e l'inizio del IV secolo d.C. In un'altra area della catacomba si trova il cubicolo dei Pegasi, con ogni probabilità un ipogeo pagano inglobato successivamente nella necropoli ebraica. I colori utilizzati negli affreschi delle pareti sono il rosso cinabro, il verde e il marrone. Al centro della volta troviamo una Nike alata, personificazione della vittoria, che impugna con la mano sinistra un ramo di palma e con la mano destra una corona di alloro che tende verso un giovane.